# 同居人カップルの殺人推理旅行
『同居人カップルの殺人推理旅行』（どうきょにんカップルのさつじんすいりりょこう）は、1994年から1999年までテレビ朝日系「土曜ワイド劇場」で放送されたテレビドラマシリーズ。全6回。制作はテレビ朝日とPDS。主演は布施博。

## 登場人物

### レギュラー
三上大輔
演 - 布施博
34歳（第2作）。千秋の自宅に居候中。弁護士を目指して司法試験を何度も受けているもなかなか合格せず（第2作地点で7回落ちている）。料理、洗濯、買い物が上手な一方着るものには無頓着である。石川県加賀市出身。両親は既に亡くなっていて実家には弟夫婦が住んでいる。そのため気を遣い地元にほとんど帰っていない。
内藤千秋
演 - 大寶智子
26歳（第2作）。創林出版に勤めている。大輔が司法試験に合格するまで彼との結婚は考えていない。浜松出身で東京には父親の転勤で移り住んでいる（第2作地点で8年が経過している）。
森田雄太郎
演 - 江藤潤（第1作）、ラサール石井（第2作 - 第5作）
千秋の勤める創林出版の編集長。バツイチで独身のため千秋の事が気になる存在。彼女の監視目的で大輔に取材を頼むことも。

### ゲスト
第1作「北陸加賀〜結婚式に殺しの招待状」（1994年）
- 八神真吾（八神建設 専務） - 五代高之
- 津村剛（加賀警察署 刑事・三上大輔の先輩） - 中西良太
- 八神涼子（真吾の妹・片岡の結婚相手） - 伊藤美紀
- 岩田信子（三上大輔の初恋相手） - 谷川みゆき
- 片岡尚樹（三上大輔の高校時代の後輩） - 富士原恭平
- 駐車場の係員 - 久保晶
- 笹本泰代（スナック「尼御前」経営者・嶋田の初恋相手） - 桐生ユウ子
- 嶋田憲一（弁護士） - 山下真司
- 三波伸一、大島花子、新井量大、山本廉、小山励基、柚原旬、相田美和、住若博之、河原田ヤスケ、相川圭子、関口信彦、峰三太、佐野和敏、堀崎太郎

第2作「赤い花の証言 見合いの席で殺しの相談!?」（1995年）
- 広瀬葉子（桐子の姉） - 床嶋佳子
- 松永あきえ（名志苑の仲居） - 栗田よう子
- 水原桐子（内藤千秋の同級生） - 安原麗子
- 西口（浜松西警察署 刑事） - 桜金造
- 広瀬和臣（名志苑の主人・葉子の夫） - 河西健司
- 岡野（浜松西警察署 刑事） - 松下一矢
- 水原敦（不動産会社社長・桐子の夫） - 大倉順憲
- シズ（名志苑の仲居頭） - 貴紫市子
- 名志苑の仲居 - 守祥子
- 三栄商事 人事担当 - 長沢一樹
- 栄不動産 社長 - ドン貫太郎
- 浜松水産大学 学生 - 伊藤葉子
- 監察医 - 加藤治
- 漁師 - 高土新太郎
- 創林出版 編集部員 - 皆川猿時
- 高村慎也（浜松水産大学 助教授・内藤千秋の見合い相手） - 新藤栄作
- 青木美冴（内藤千秋の叔母） - 山口果林
- 渋谷真喜、新井敏也、丸山友里恵

第3作「会津若松〜犬が見た死体！父親を捜す少女と悲しい秘密」（1995年）
- 吉田詩織（香織の母・三上大輔の家庭教師時代の生徒） - 石野真子
- 五十嵐耕三（会津警察署 刑事） - 深水三章
- 吉田香織（三上大輔の娘だと名乗る少女） - 大村彩子
- 野々村清（探偵社調査員） - 堀勉
- 会津警察署 刑事 - 二階堂智
- 医師 - 野村昇史
- 八百屋のオヤジ - 高土新太郎
- 新城巧（陶芸作家・詩織の大学時代のピアノ教師） - 今井雅之
- 阿川透（目白音楽大学 教授） - 平泉成
- 阿川和代（阿川の妻・詩織の姉） - 酒井和歌子
- 石坂重二、西岡ちあき、堀祐里子、ニーナ

第4作「嘘をつく女 熊本阿蘇〜財産を狙って欲望が渦巻く」（1996年）
- 野村舞 - 浜﨑あゆみ
- ジュンコ（衆太郎の娘・20年前駆落ち） - 浜﨑あゆみ（二役）
- 笠間健三（菊島酒造 従業員） - 奥村公延
- 木村慎吾（菊島酒造 顧問弁護士） - 川原和久
- 菊島春樹（晴子の息子・菊島酒造 常務） - 佐藤裕
- 菊島清治（恭子の夫・菊島酒造 専務） - 伏見哲夫
- 菊島晴子（衆太郎の妹） - 絵沢萌子
- 森田ツル（森田雄太郎の母） - 石井トミコ
- 影山優子（菊島酒造 事務員） - 原久美子
- 奥田広美（ジュンコの娘だと主張する女） - 今村理恵
- 桂木（南阿蘇警察署 刑事） - 永田耕一
- 嶋田（南阿蘇警察署 刑事） - 森岡六太朗
- 菊島恭子（衆太郎の妹） - 横山通代
- 菊島衆太郎（菊島酒造 社長） - 今福将雄
- 野村由香（舞の母） - 萩尾みどり

第5作「死を呼ぶダイエット!?」（1998年）
- 中山友美（ベガエターナル 顧問弁護士・三上大輔の友人） - 高樹澪
- 山崎稔（ベガエターナル 顧問弁護士） - 山崎一
- 松田（高松中警察署 警部） - 谷村好一
- 浜村由梨（浜村の娘） - 二階堂千寿
- 勝野（元町長） - 庄司永建
- 浜村（満腹亭 主人） - 丸岡奨詞
- 浜村（浜村の妻） - 芦沢孝子
- 杉本正己（雅代の運転手） - 左右田一平
- 教師 - 川俣しのぶ
- 雅代の秘書 - 舟木幸
- 黒沼幹生（ベガエターナル 会長） - 渥美國泰
- 田沼雅代（参議院議員） - 麻丘めぐみ
- 井上和子、木村和守、浅野美奈子、田中智寿、清水進一、日和佐裕子、安達大介

第6作「ダイエットハーブの罠!!」（1999年）
- 森下三枝子（国税庁東京中央国税局 査察官） - 鳥越マリ
- 原田（刑事） - 中西良太
- 高城泰由（留美の夫・ハーヴェックパーク 社長・入婿） - 遠藤憲一
- 宗形誠 - 草見潤平
- 高城留美（ハーブ園「パルシェ」社長） - 丸山明代
- 三枝子の部下 - 黒田眞澄
- 松坂の部下 - 吉満涼太
- 岩本コウイチロウ（アロマドリーム 社長） - BOB藤原
- 高城誠市（留美の父・国会議員） - 野村信次
- 警官 - 石住昭彦
- 刑事 - 山田アキラ
- 杉浦涼子（誠市の秘書） - 秋本奈緒美
- 森下（三枝子の父・経理課長） - 沖田弘二
- 八百屋の女将 - 和田京子
- 店員 - あたかすずえ
- 田村洋平（記者・三枝子の婚約者） - 深水三章
- 松坂琢磨（泰由の父・松坂グループ 会長） - 石橋蓮司
- 片山雄介、城下尚武、山田公男、小松裕奈、稲井田純、猪谷洋子、かみむら愛

## スタッフ
- 脚本 - 石原武龍（第1作・第3作 - 第6作）、倉沢奈都子（第2作）
- 監督 - 山本迪夫（第1作 - 第4作）、岡本弘（第5作）、吉田啓一郎（第6作）
- 撮影 - 大石裕久（第1作）、川崎龍治（第2作）、知識護（第5作）
- 照明 - 村沢浩一（第1作）、板垣賢三（第2作）、伊藤裕二（第5作）
- 録音 - 野口京治（第1作）、内田誠（第2作）、遠藤和生（第5作）
- 映像 - 大沼一利（第5作）
- VE - 野村俊樹（第1作・第2作）
- 美術 - 末広富次郎（第1作）、落合亮司（第2作）、大橋雅俊（第5作）
- 装飾 - 安野正志（第1作）、山澤克明（第2作）、池田譲（第5作）
- 小道具 - 青木光子（第1作）
- 持道具 - 古川琢（第1作）、鎌田正宏（第2作）、藤田聡史（第5作）
- 衣裳 - 森田絵里（東京衣裳 / 第1作）、氏原乃利子（第2作）、山田伸太郎（第5作）
- スタイリスト - 笠本ゑり子（第1作）、堂下奈鼓（第2作）、平山りえ（第2作）
- ヘアメイク - 岸順子（STYDIO717 / 第1作）、松倉はるみ（オフィスリー / 第2作）、小谷政野（第5作）
- スチール - 勝村勲（第1作・第2作・第5作）
- 車輌 - マエダオート（第1作・第2作）、コンガス（第5作）
- 編集 - 宮崎清春（阿良木プロモーション / 第1作・第2作）、本間元治（第5作）
- EED - 古俣裕之（第1作）、大田和（第2作）、青柳信司（第5作）
- MA - 井上学（第1作）、山本逸美（第2作）、八木明広（第5作）
- 選曲効果 - 田中稔（第5作）
- 選曲 - 山本逸美（第1作・第2作）
- 編曲 - 櫻井真一（第5作）
- 効果 - 橋本正二（第1作）、糸川幸良（第2作）
- 広報 - 斉藤みどり（第1作・第2作）、豊島晶子（テレビ朝日 / 第5作）
- 助監督 - 金佑彦（第1作・第2作）
- 制作担当 - 山口武（第1作）、藤田光男（第2作）、林利雄（第3作 - 第5作）
- スクリプター - 加藤美代子（第1作・第2作）
- ロケコーディネーター - 毛尾俊夫（第1作）、轟謙司（第2作）
- 技術協力 - ビデオフォーカス（第1作・第2作）
- 音楽協力 - テレビ朝日ミュージック（第1作）
- 撮影協力
  - 第5作 - レオマワールド、レオマリゾートホテル、高栄不動産
- プロデューサー - 松本基弘（テレビ朝日 / 第5作）、佐藤凉一（テレビ朝日 / 第1作・第2作）、下飯坂一政（第1作・第2作・第5作）、遠田孝一（第1作）、山根さおり（第5作）
- プロデューサー補 - 山根さおり（第1作・第2作）
- 制作 - テレビ朝日、PDS

## 放送日程
- 第6作は21時30分から23時21分までの放送。

| 話数 | 放送日         | サブタイトル                                       | 脚本       | 監督       | 視聴率 |
| ---- | -------------- | -------------------------------------------------- | ---------- | ---------- | ------ |
| 1    | 1994年08月27日 | 北陸加賀〜結婚式に殺しの招待状                     | 石原武龍   | 山本迪夫   | 16.7%  |
| 2    | 1995年03月11日 | 赤い花の証言 見合いの席で殺しの相談!?              | 倉沢奈都子 | 山本迪夫   | 18.8%  |
| 3    | 11月11日       | 会津若松〜犬が見た死体！父親を捜す少女と悲しい秘密 | 石原武龍   | 山本迪夫   | 15.0%  |
| 4    | 1996年07月06日 | 嘘をつく女 熊本阿蘇〜財産を狙って欲望が渦巻く      | 石原武龍   | 山本迪夫   | 13.6%  |
| 5    | 1998年05月02日 | 死を呼ぶダイエット!?                               | 石原武龍   | 岡本弘     | 17.8%  |
| 6    | 1999年08月14日 | ダイエットハーブの罠!!                             | 石原武龍   | 吉田啓一郎 | 10.6%  |

- 視聴率はビデオリサーチ調べ、関東地区・世帯